# Philip Åberg
Sven Philip Bogislaus Åberg, född 25 december 1822 i Helsingborg, död 29 maj 1861 i Söderhamn, var en svensk läkare. 
Åberg blev student vid Lunds universitet 1839, filosofie kandidat 1844, filosofie magister samma år, avlade kameralexamen 1845, prästexamen i Uppsala 1846, blev medicine kandidat där 1856, medicine licentiat 1859 samt medicine doktor och kirurgie magister samma år. Han var distriktsläkare i Bollnäs från 1860 och förste bataljonsläkare vid Hälsinge regemente i Mohed från samma år. Han skrev avhandlingen Iakttagelser vid Upsala stads provisoriska sjukhus under 1857 års choleraepidemi (1858).